# Sierra de Alanís
Sierra de Alanís este o arie protejată (arie specială de conservare — SAC, sit de importanță comunitară — SCI, arie de protecție specială avifaunistică — SPA) din Spania întinsă pe o suprafață de 6.550,67 ha, integral pe uscat.

## Localizare
Centrul sitului Sierra de Alanís este situat la coordonatele 38°06′22″N 5°36′49″W / 38.1062°N 5.6137°V.

## Înființare
Situl Sierra de Alanís a fost declarat sit de importanță comunitară în aprilie 1999 pentru a proteja 15 specii de animale. Alte tipuri de protecție:
- arie de protecție specială avifaunistică (în iulie 2006)[4]
- arie specială de conservare (în martie 2015)[3][5][6]

## Biodiversitate
Situată în ecoregiunea mediteraneană, aria protejată conține 11 habitate naturale: Pajiști uscate europene, Fânețe de joasă altitudine (Alopecurus pratensis, Sanguisorba officinalis), Pseudostepă cu ierburi și specii anuale de Thero-Brachypodietea, Cursuri de apă de la nivel de câmpie la nivel montan, cu vegetație Ranunculion fluitantis și Callitricho-Batrachion, Dehesas cu Quercus spp. perene, Păduri de Quercus ilex și Quercus rotundifolia, Pajiști umede mediteraneene cu ierburi înalte de Molinio-Holoschoenion, Galerii și tufărișuri riverane sudice (Nerio-Tamaricetea și Securinegion tinctoriae), Tufărișuri termo-mediteraneene și de pre-deșert, Iazuri temporare mediteraneene, Păduri termofile cu Fraxinus angustifolia.
La baza desemnării sitului se află mai multe specii protejate:
- păsări (5): vulturul negru (Aegypius monachus), Aquila adalberti, acvilă de munte (Aquila chrysaetos), barză neagră (Ciconia nigra), vulturul pleșuv sur (Gyps fulvus)
- mamifere (9): vidră de râu (Lutra lutra), râs iberic (Lynx pardinus), liliac cu aripi lungi (Miniopterus schreibersii), liliac cu urechi de șoarece (Myotis blythii), liliac cărămiziu (Myotis emarginatus), liliac comun (Myotis myotis), liliacul mediteranean cu potcoavă (Rhinolophus euryale), liliacul mare cu potcoavă (Rhinolophus ferrumequinum), liliacul mic cu potcoavă (Rhinolophus hipposideros)
- pești (1): Anaecypris hispanica

Pe lângă speciile protejate, pe teritoriul sitului au mai fost identificate 3 specii de plante.